# Gelijkenis van het verloren schaap

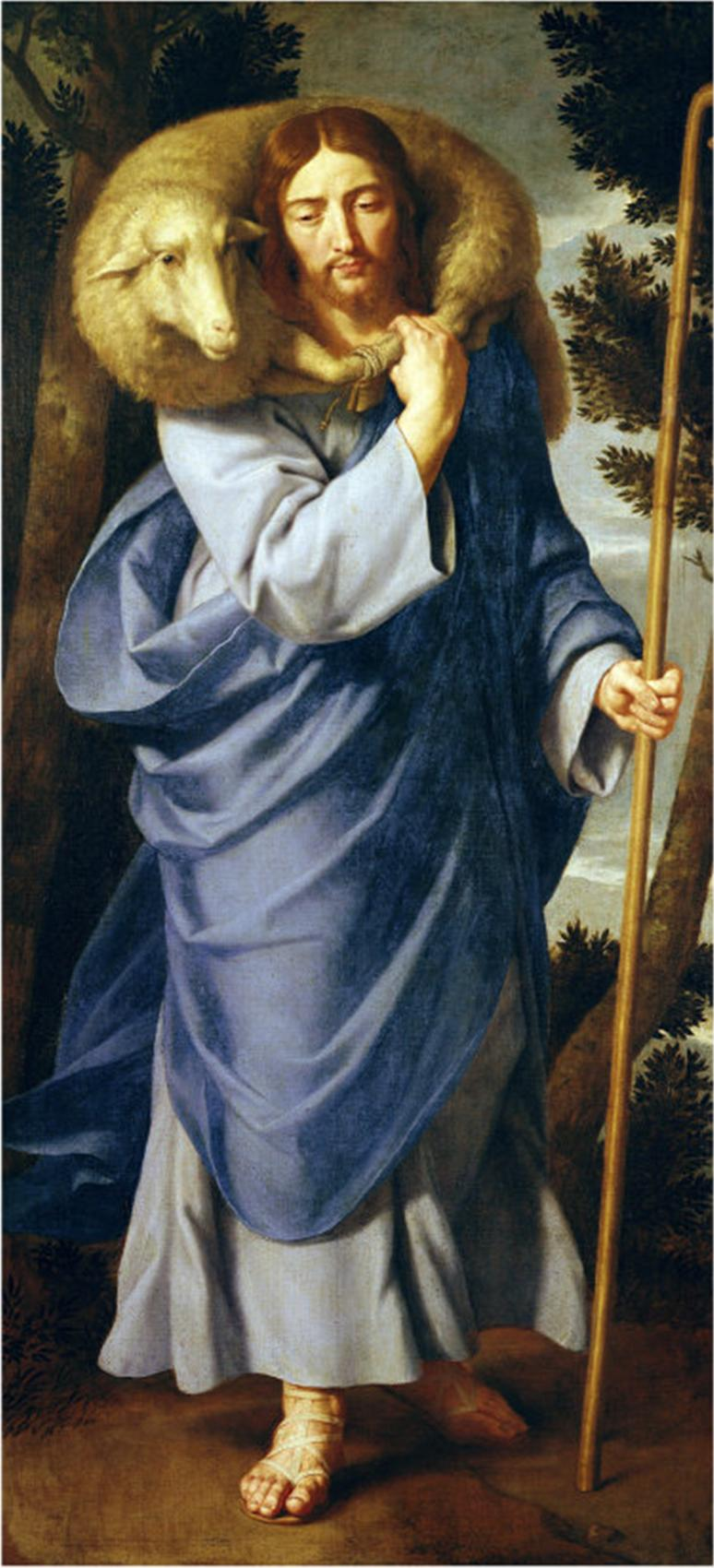
De Goede Herder door de Vlaamse schilder Jean Baptiste de Champaigne.

De gelijkenis van het verloren schaap is een van de bekendste gelijkenissen van Jezus uit het Nieuwe Testament. Het verhaal staat in Lucas 15:4-7. De beeldspraak die Jezus gebruikte is een retorische vraag gevolgd door een gelijkenis die het impliciete antwoord in verhalende vorm voortzet.

## De gelijkenis
Jezus vroeg zijn toehoorders wie van hen die een schaap zou zijn verloren de andere negenennegentig niet zou achterlaten om dat schaap te zoeken. Als hij het gevonden heeft, legt hij het vreugdevol op zijn schouders en gaat naar huis. Dan roept hij zijn vrienden en buren bij elkaar en zegt: "Deel in mijn vreugde, want ik heb het schaap gevonden dat verloren was."

## Interpretatie
Deze passage is het eerste deel van een trilogie over verlossing die Jezus vertelt nadat de farizeeën en schriftgeleerden hem beschuldigen van het ontvangen van en eten met zondaars. De gelijkenis van het verloren schaap wordt gevolgd door de gelijkenis van de verloren munt en de gelijkenis van de verloren zoon. De gelijkenis van het verloren schaap deelt thema's van verlies, zoeken en vreugde met de gelijkenis van de verloren munt. Het verloren schaap of de verloren munt stelt een verloren mens voor.
Zoals in de gelijkenis van de Goede Herder (Johannes 10:11,14) is Jezus de herder, waardoor hij zichzelf identificeert met het beeld van God als een herder die op zoek is naar verdwaalde schapen in Ezechiël 34:11-16. De Amerikaanse nieuwtestamenticus Joel B. Green schrijft dat "deze gelijkenissen fundamenteel over God gaan, ... hun doel is om de aard van de goddelijke reactie op het herstel van de verlorenen bloot te leggen." De blijdschap van de herder met zijn vrienden vertegenwoordigt Gods blijdschap met de engelen. Het beeld van God die zich verheugt over het herstel van verloren zondaars staat in contrast met de kritiek van de religieuze leiders die aanleiding gaven tot de gelijkenis.